# 山谷道邨
山谷道邨（英語：Valley Road Estate）是香港一個已拆卸的公共屋邨，原址位於九龍老龍坑山谷道，共有16座，於2002年完成拆卸。
2010年，香港政府落實興建港鐵觀塘綫延綫及沙中綫，在原本山谷道邨的地底設立何文田站。
同年，山谷道邨北部（第1座至第5座範圍）被決定出售予地產商興建私人屋苑天鑄，另原第17座範圍則用於興建香港理工大學何文田學生宿舍。

## 歷史
山谷道邨所在的老龍坑部分土地，在1895年的供水計劃中獲劃作紅磡配水庫，1911年老龍坑有居民204人。另一部分在後來建立了山谷山木屋區，木屋區於1961年1月16日發生大火，政府收回土地，並交由工務局興建屋邨。居民獲安置到現今新蒲崗彩虹道遊樂場南面部份重新建屋，數年後再遷入徙置大廈。
全邨合共有16座舊型政府廉租屋大廈，於1964年落成，當時稱為山谷道政府廉租屋邨（Valley Road Government Low Cost Housing Estate），由屋宇建設委員會管理。1973年屋邨由新成立的香港房屋委員會管理並改名為山谷道邨。而山谷道則因位於老龍坑山谷而得名。山谷道邨在2001年至2002年清拆。

## 屋邨資料

### 單位資料
| 單位類型   | 住宅數量 | 1970年租金 |
| ---------- | -------- | ---------- |
| 4人單位    | 1368     | $39        |
| 5人單位    | 1465     | $45        |
| 6人單位    | 94       | $53        |
| 8人單位    | 81       | $78        |
| 9人單位    | 21       | $75        |
| 10人單位   | 83       | $80        |
| 單位總數   | 3112個   |            |
| 可容納人口 | 15028人  |            |

### 樓宇列表
| 樓宇名稱 | 樓宇類型       | 落成年份 | 拆卸年份 | 承建商                   | 重建後原地所屬的樓宇       | 安置屋邨 |
| -------- | -------------- | -------- | -------- | ------------------------ | -------------------------- | -------- |
| 第1座    | 舊型廉租大廈   | 1964年   | 2002年   | 安利（蕭氏）建築有限公司 | 天鑄                       | 何文田邨 |
| 第2座    | 舊型廉租大廈   | 1964年   | 2002年   | 安利（蕭氏）建築有限公司 | 天鑄                       | 何文田邨 |
| 第3座    | 舊型廉租大廈   | 1964年   | 2002年   | 安利（蕭氏）建築有限公司 | 天鑄                       | 何文田邨 |
| 第4座    | 單塔型廉租大廈 | 1964年   | 2002年   | 安利（蕭氏）建築有限公司 | 天鑄                       | 何文田邨 |
| 第5座    | 舊型廉租大廈   | 1964年   | 2002年   | 安利（蕭氏）建築有限公司 | 天鑄                       | 何文田邨 |
| 第6座    | 舊型廉租大廈   | 1964年   | 2001年   | 安利（蕭氏）建築有限公司 | 何文田站 瑜一              | 何文田邨 |
| 第7座    | 舊型廉租大廈   | 1964年   | 2001年   | 安利（蕭氏）建築有限公司 | 何文田站 瑜一              | 何文田邨 |
| 第8座    | 舊型廉租大廈   | 1964年   | 2001年   | 安利（蕭氏）建築有限公司 | 何文田站 瑜一              | 何文田邨 |
| 第9座    | 舊型廉租大廈   | 1964年   | 2001年   | 安利（蕭氏）建築有限公司 | 何文田站 瑜一              | 何文田邨 |
| 第10座   | 單塔型廉租大廈 | 1964年   | 2001年   | 安利（蕭氏）建築有限公司 | 何文田站 瑜一              | 何文田邨 |
| 第11座   | 舊型廉租大廈   | 1964年   | 2001年   | 安利（蕭氏）建築有限公司 | 何文田站 瑜一              | 何文田邨 |
| 第12座   | 舊型廉租大廈   | 1964年   | 2002年   | 安利（蕭氏）建築有限公司 | 何文田站 瑜一              | 何文田邨 |
| 第14座   | 舊型廉租大廈   | 1964年   | 2002年   | 安利（蕭氏）建築有限公司 | 何文田站 瑜一              | 何文田邨 |
| 第15座   | 舊型廉租大廈   | 1964年   | 2002年   | 安利（蕭氏）建築有限公司 | 何文田站 瑜一              | 何文田邨 |
| 第16座   | 舊型廉租大廈   | 1964年   | 2002年   | 安利（蕭氏）建築有限公司 | 何文田站 瑜一              | 何文田邨 |
| 第17座   | 舊型廉租大廈   | 1964年   | 2002年   | 安利（蕭氏）建築有限公司 | 香港理工大學何文田學生宿舍 | 何文田邨 |

### 社區設施
屋邨設計預留了28個舖位、2所幼稚園（在第八座地下，培真幼稚園及麗麗幼稚園）和14個街市檔位。

## 清拆後發展

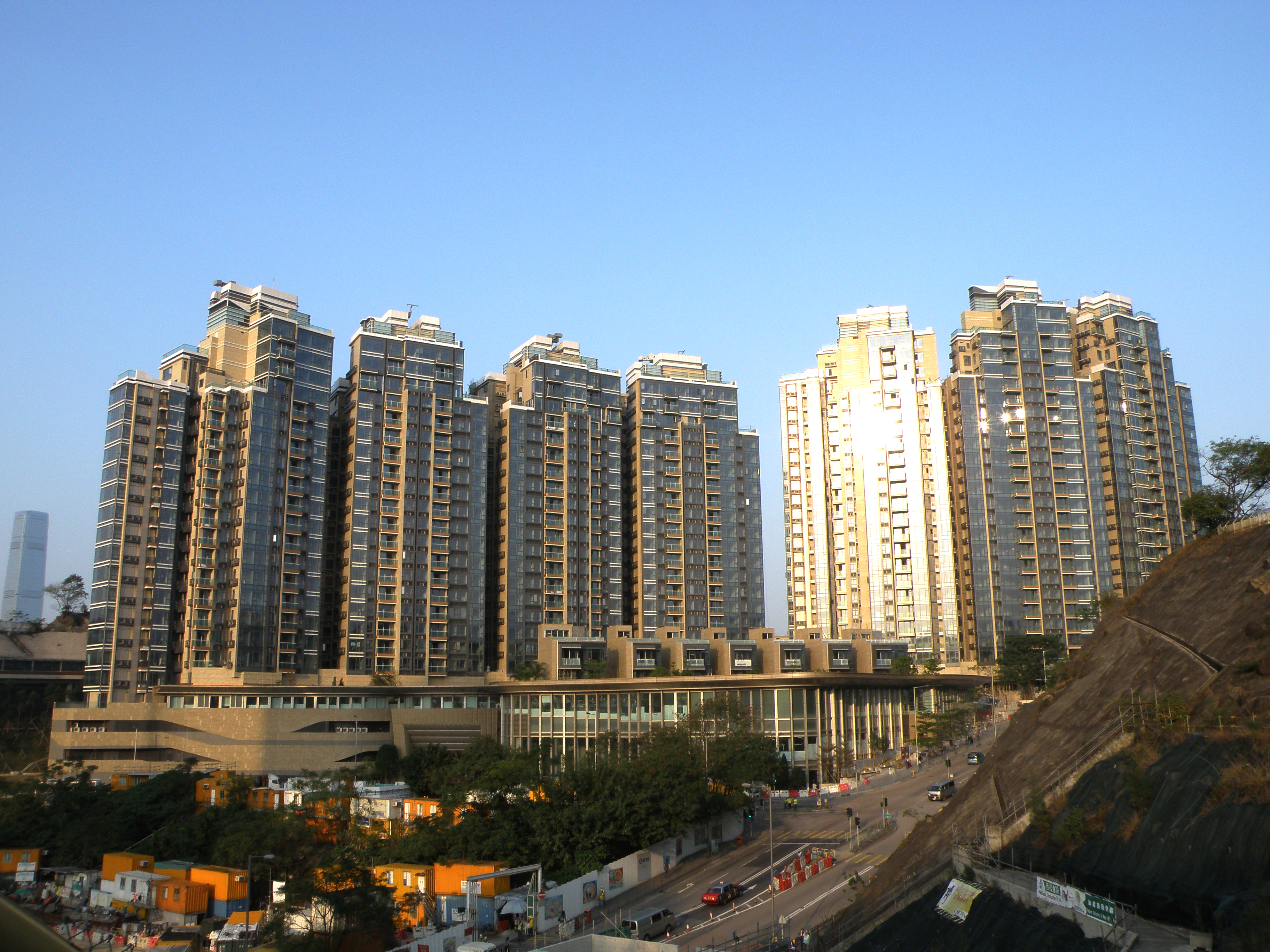
前山谷道邨二期重建為新鴻基地產豪宅項目天鑄

2000年，香港房屋委員會宣布將山谷道邨的舊址興建5幢樓高48層居者有其屋，並採用基於康和式單位設計的非標準間隔，有稱為「超級居屋」，並預計2005年落成，同時亦已委託聘請周余石（香港）有限公司負責樓宇設計。但隨後政府於2002年決定停建居屋，已完成打樁的用地一直空置，並以短期租約出租地皮作停車場。至2008年，房委會交還此邨及延文禮士道居屋用地，以換回東涌迎東邨用地。
政府隨後於山谷道邨第一期及三期土地，落實興建港鐵觀塘綫及屯馬綫何文田站，亦撥出土地供香港理工大學興建第二座學生宿舍，已於2012年底落成。第二期土地則在2010年6月8日公開拍賣，結果由新鴻基地產以109億港元投得，興建住宅物業天鑄，為當時全港歷來成交金額第二高的地皮。

## 著名居民
- 李力持：香港著名電影導演[12]
- 韋家雄：香港無綫電視甘草演員[註 1]
- 韋家輝：香港電影及電視製作人[註 1]
- 潘國華：香港海心區區議員[13]
- 梁惠心：雨夜屠夫案其中一名受害者[14]

## 外部連結
- 時事追擊 1998年 公屋醜聞 Part 2 （页面存档备份，存于）